# Bovenbil
De bovenbil is een onderdeel van de achtervoet van een slachtdier zoals rund, varken, paard, schaap of geit. De bovenbil bestaat uit de deksel, deksellip, bijkogel deksel, kogel bovenbil, vastdeel en zijstuk van het vastdeel. Van de kogel kan kogelbiefstuk gesneden worden, van het vastdeel bieflappen en rosbief. De deksel kan uitstekend gebruikt worden voor de betere rollade.